# F1 2010
F1 2010 — компьютерная игра, основанная на сезоне 2010 Формулы-1. Игра является продолжением F1 2009, основанной на той же серии. Игра выпущена в сентябре 2010 года на платформах Xbox 360, PlayStation 3 и Windows. Codemasters подтвердила разработку 23 апреля 2009 года. Игровой движок основан на EGO 1.5, используемом также в играх Colin McRae: DiRT и Race Driver: GRID.

## Игровой процесс
В F1 2010 представлены все пилоты, трассы и команды Формулы-1 сезона того года: 24 гонщика и 12 команды, а также 19 трасс. В игре присутствуют гоночные уик-энды со всеми сессиями, режим карьеры протяжённостью 3, 5 или 7 сезонов, гонки на время. Игрок может создать один заезд или серию таковых и настроить его. Гонки могут проходить в дождевую погоду, когда ухудшается сцепление с трассой. На состояние трассы в дождевую погоду также могут влиять некоторые факторы: так, нависающие над автодромом деревья могут закрывать трассу от воды, а проломы и трещины в асфальте, наоборот, удерживать её. Со временем трасса может высыхать. Согласно заявлениям разработчиков, погодная система в игре — самая сложная среди когда-либо появлявшихся в играх. Условия также меняются от тренировки к гонке — со временем на асфальте накапливаются «червячки», после чего сцепление улучшается. Возможна настройка сложности. Присутствуют такие явления, как износ шин, высыхание трассы, повреждения. Последние могут влиять на управляемость машины, после столкновений от машин могут отлетать детали. Реализованы многие аспекты реальных гонок, среди которых: регулирование температуры шин, двигателя и тормозов, сцепление с трассой, изменение управляемости болида в зависимости от погоды, основные правила и положения сезона. Настраиваются также повреждения, расход топлива, помощь при вождении, износ шин, правила и флаги. Во время гонки доступны «флэшбэки» — перемотка времени назад. Перед выездом на трассу автомобиль находится в гараже, доступны настройки и данные о временах круга, погоде, выборе шин и напарнике, а также связь с гоночным инженером. Доступны различные варианты тактики пит-стопов.
Режим карьеры игрок может начать как второй пилот одной из слабых команд. Ведущий пилот, стать которым может игрок, влияет на развитие машины, выбирает направление развития, принимает участие в исследованиях и разработках в ходе тренировок. Один заезд состоит из тренировки, квалификации и самой гонки, протяжённость не менее 20 % от реальной. Первоначально игроку в ходе интервью предоставлен выбор сложности, затем команды, за которую выступать. Сюжетный режим и возможность покупки автомобилей отсутствуют. Игрок может переходить из одной команды в другую и вести борьбу с напарником, при попадании в тройку лучших принимать участие в пресс-конференциях и давать ответы на журналистские вопросы.
Также доступен многопользовательский режим с различными форматами гонок, где одновременно принимать участие могут до 12 игроков. Выбор автомобилей в нём может быть как случайным, так и зависеть от решения игрока или позиций в рейтинге. За каждую команду может выступать только один человек.

## Отзывы в прессе
| Сводный рейтинг | Сводный рейтинг       | Сводный рейтинг      | Сводный рейтинг     |
| Издание         | Оценка                | Оценка               | Оценка              |
| Издание         | PC                    | PS3                  | Xbox 360            |
| --------------- | --------------------- | -------------------- | ------------------- |
| GameRankings    | 81,83 %               | 80,92 %              | 82,14 %             |
| Metacritic      | 84 / 100 (14 обзоров) | 84 / 100 (44 обзора) | 83 / 100 (41 обзор) |

| Иноязычные издания    | Иноязычные издания   |
| Издание               | Оценка               |
| --------------------- | -------------------- |
| AllGame               | [ 16 ] [ 17 ] [ 18 ] |
| CVG                   | 9/10                 |
| Eurogamer             | 8/10                 |
| Game Informer         | 8,5/10               |
| GameSpot              | 7,5/10               |
| GamesRadar+           | 9/10                 |
| GameTrailers          | 8,6/10               |
| GameZone              | 7/10                 |
| XboxAddict            | 78,0 %               |
| Русскоязычные издания |                      |
| Издание               | Оценка               |
| «PC Игры»             | 8,5/10               |
| PlayGround.ru         | 9,1/10               |
| «Домашний ПК»         | [ 34 ]               |
| StopGame.ru           | похвально            |

Игра получила в основном положительные отзывы. Разработчиков хвалили за внимание к деталям, проявленное при разработке своих автосимуляторов. В британском подразделении Official Playstation Magazine тепло приняли игру, дав ей оценку в 9 баллов из 10. IGN UK оценили игру на 8,5 из 10, в своей рецензии они отмечали впечатляющую погодную систему, а также писали, что «… это пожалуй лучшая итерация спорта за всё время». Несмотря на это, они всё таки раскритиковали режим карьеры, внутриигровой интерфейс, а также незапоминающийся саундтрек. В некоторых рецензиях также говорилось, что F1 2010 не рассчитана на аудиторию хардкорных автосимуляторов, однако предлагает более аркадную модель поведения болида.

Ярослав Шалашов в рецензии на сайте «StopGame» критиковал игру за скучность для игрока уровнем не выше среднего, долготу и неполноту обучающего курса, сложность игры без руля и сбивающее с толку меню. Он также отмечал нетипичность назначения кнопок на клавиатуре, сложность борьбы с ботами и то, что F1 2010 не подходит для развлечений. Из плюсов им были указаны симпатичность, понятность и реалистичность команд, автодромов и болидов.
Мартин Робинсон из IGN отмечал необходимость детального изучения трасс, частые повторы вопросов журналистов и банальные варианты ответов на них, ряд связанных с меню и телеметрией упущений худшую модель повреждений в сравнении с другими играми от компании Codemasters: при столкновении на большой скорости с бетонной стеной у автомобиля только отлетает колесо или ломается переднее антикрыло. Он также писал, что в игре предсказуемые и в то же время «устрашающие» машины, хорошую визуализацию и проработку автомобилей и трасс, передачу некоторых событий сезона, лучшую среди игр жанра динамическую погоду, захватывающую модель вождения и внимание к деталям, строгий подход разработчика. Однако, по его мнению, игра всё же недотягивала до уровня Forza и Gran Turismo.

### Награды
F1 2010 победила в номинации «Лучшая спортивная игра» на BAFTA Video Game Awards, обойдя таких конкурентов как FIFA 11 и Football Manager 2010.